# Вео
Вео е същество, описано от Карл Шукер в неговата книга The Beasts That Hide from Man: Seeking the World's Last Undiscovered Animals.
Това същество обитава Индонезия и представлява подобно на мравояд животно, покрито с люспи и е голямо колкото кон. С тези си размери този вид „мравояд“ е доста по-голям от своите събратя, населяващи Борнео. Според криптозоолозите това може да е реликт или някаква форма на Manis paleojavanicus.